# إد تشارلز
إد تشارلز (بالإنجليزية: Ed Charles) هو لاعب كرة قاعدة أمريكي، ولد في 29 أبريل 1935 في دايتونا بيتش في الولايات المتحدة، وتوفي في 15 مارس 2018 في East Elmhurst, Queens ‏ في الولايات المتحدة.

## وصلات خارجية
- إد تشارلز على موقع دوري كرة القاعدة الرئيسي (الإنجليزية)
- إد تشارلز على موقعبيزبول رفرنس.كوم (الدوري الرئيسي) (الإنجليزية)
- إد تشارلز على موقعبيزبول رفرنس.كوم (الدوري الثانوي) (الإنجليزية)
- إد تشارلز على موقع جمعية أبحاث البيسبول الأمريكية (الإنجليزية)
- إد تشارلز على موقع إي إس بي إن.كوم (أم.أل.بي) (الإنجليزية)
- إد تشارلز على موقع مشجعي الرسوم البيانية (الإنجليزية)